# Valle d'Aosta (vino)

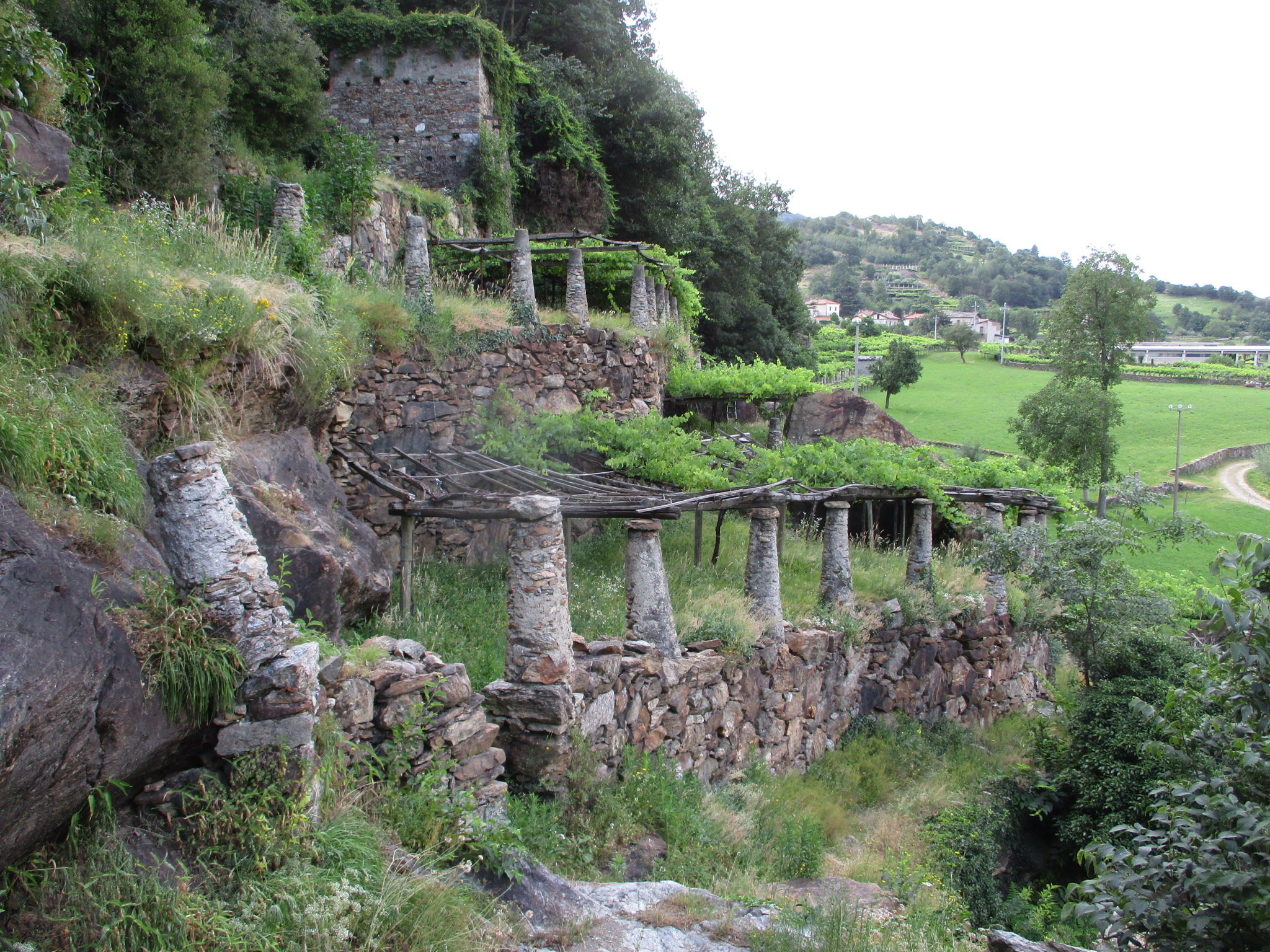
Terrazzamenti a vite nella bassa valle

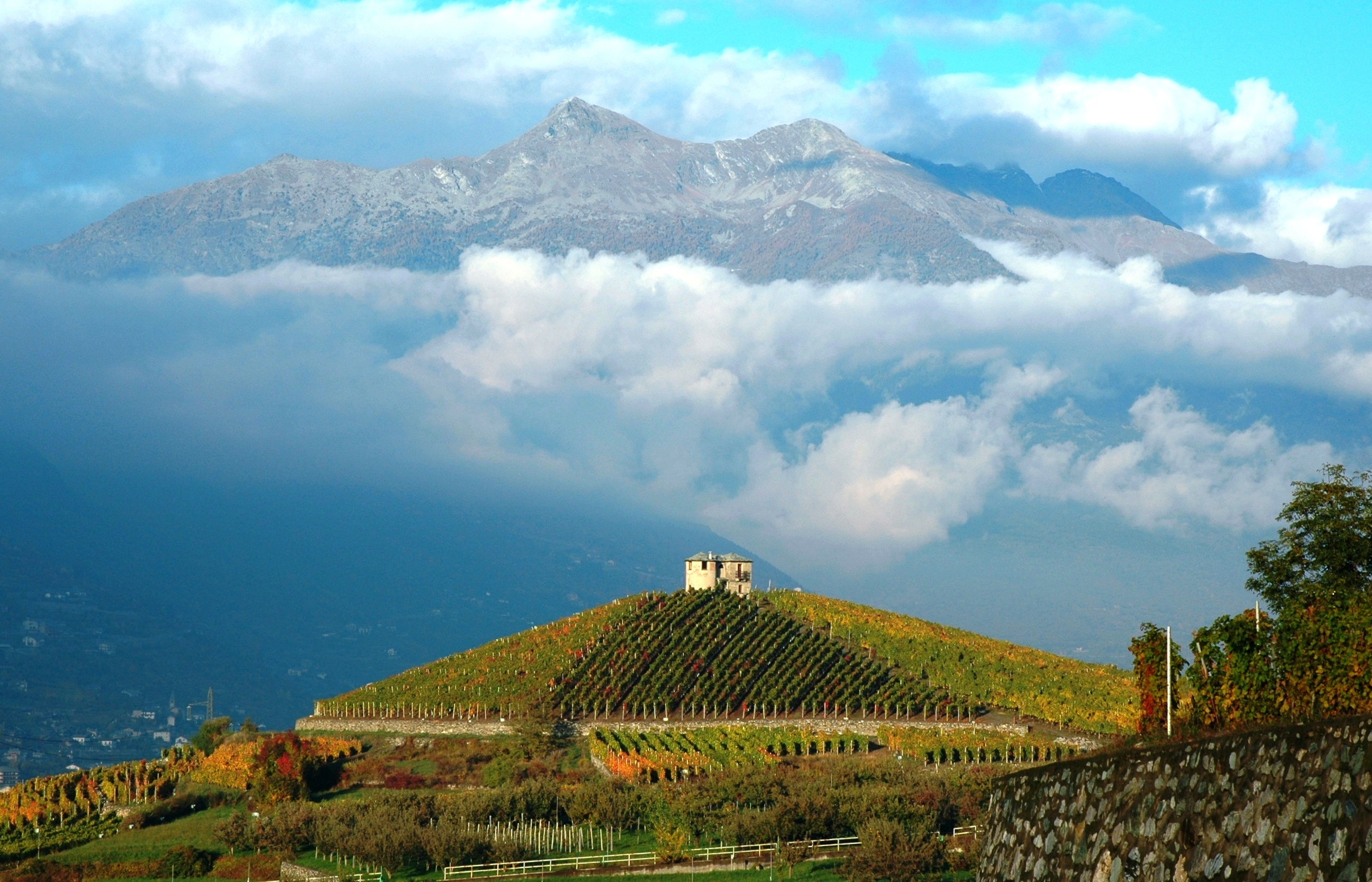
Vigneti ad Aymavilles (Les Crêtes)

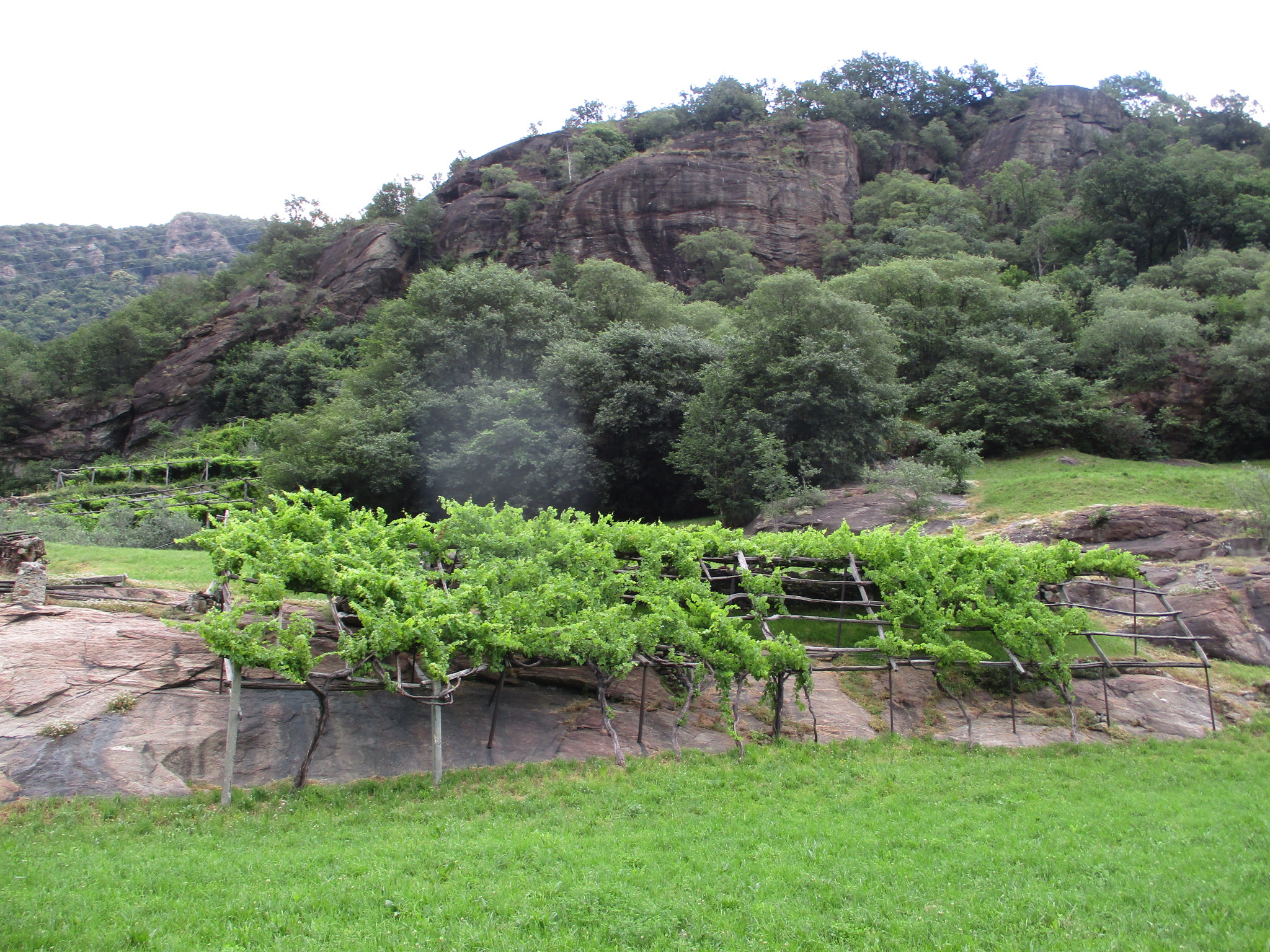
Topie sulle rocce

Valle d'Aosta o Vallée d'Aoste è la denominazione di origine controllata riservata ai vini prodotti in Valle d'Aosta.
La denominazione può essere accompagnata da un'indicazione di vitigno o da una menzione geografica; il disciplinare suddivide le aree viticole in 9 zone, nelle quali vengono prodotti vini differenti.

## Zona geografica
La Valle d’Aosta si identifica con il bacino del fiume Dora Baltea fino al comune di Pont-St-Martin. Il fondovalle è costituito da pianori di origine alluvionale e da numerose conoidi di deiezione allo sbocco dei torrenti laterali, che risultano essere le aree principalmente interessate dalla coltivazione della vite.
Il clima è di tipo continentale, assai rigido e secco, tipico delle valli alpine interne, fortemente influenzato dalla presenza dei massicci più alti delle Alpi; le precipitazioni sono scarse (circa 500 mm/anno) e si determinano forti escursioni termiche soprattutto nei mesi di settembre e di ottobre.  Il territorio è caratterizzato da un elevato grado di insolazione (circa 2200 ore/anno) e la radiazione solare è particolarmente favorevole.
La produzione vitivinicola è fortemente influenzata da fattori antropici, quali i terrazzamenti costruiti nei secoli per acquisire terreni all'agricoltura e la selezione di vitigni autoctoni, quali Mayolet, Fumin,Cornalin, Petit rouge, Premetta,Vuillermin e Prié blanc, e la radicazione locali di altri, come la Petite Arvine, il Nebbiolo e il Moscato bianco. Grande importanza viene data alle forme di allevamento: in molte parti vengono ancora utilizzate le pergole
Per ragioni soprattutto geografiche e climatiche, pertanto, i vini della Valle d'Aosta sono fortemente caratterizzati

## Storia
L'esistenza della vite in Valle d'Aosta risale probabilmente al III millennio a.C., in quanto nell'area megalitica di Saint-Martin-de-Corléans, alla periferia di Aosta, sono stati ritrovati semi di Vitis vinifera. Dopo il VII secolo a.C. giunsero popolazioni celtiche che trasmisero tecniche e conoscenze vitivinicole, tra cui le botti di legno.

La presenza della viticoltura in valle è testimoniata da torchi e tini trovati in ville rustiche romane soprattutto nella piana di Aosta: lo conferma un brano di Svetonio, citato da un Anonimo nel 1832 in Cenni brevissimi sopra i boschi e le selve degli Stati di Terraferma di S.M. il Re di Sardegna, dove afferma che 
Nel corso del Medioevo, in bassa valle iniziò la svilupparsi la tecnica di coltivazione con supporti a pertiche, precorritrice della tòpia, documentata dal XII secolo.
Il primo vigneto certificato risale all'epoca tardo romana ed era situato nel centro di Aosta; di poco successivi sono i carteggi familiari del feudo di Bard, in cui vengono citate le vigne di Donnas e alcune compravendite e donazioni tra il X e il XIII secolo di vigneti nelle aree ora dedicate alle attuali denominazioni Torrette, Chambave e Donnas. Al 1291 risale la prima citazione di un vino bianco a Morgex e al 1269 del vino di Chambave. Le fonti più ricche di notizie sono sicuramente i "Cartolari" di Sant'Orso, in cui troviamo vigneti a Morgex, Roppo, Pont de Pierre, Montjovet, Monte Arverio (Arvier), Saint-Christophe, Basis, Aymaville, Clapey, Cullat (Verrayes), Veczello, Marcillier e Cly.

## Disciplinare
il Valle d'Aosta - Valléè d'Aoste è stato istituito con DPR 08.02.1971 pubblicato sulla Gazzetta Ufficiale n. 142 del 05.06.1971
 Successivamente è stato modificato con 
- DPR 02.06.1972 G.U. 208 - 10.08.1972
- DPR 30.07.1985 G.U. 73 - 28.03.1986 (errata corrige G.U. 158 - 10.07.1986)
- DM 27.05.1989 G.U. 132 - 08.06.1989
- DM 14.10.1989 G.U. 255 - 31.10.1989
- DM 05.11.1992 G.U. 271 - 17.11.1992 (rettifica G.U. 305 - 30.12.1992)
- DM 05.08.2002 G.U. 197 - 23.08.2002
- DM 23.09.2002 G.U. 232 - 2002
- DM 16.07.2008 G.U. 183 - 06.08.2008
- DM 30.11.2011 G.U. 295 – 20.12.2011
- La versione in vigore è stata approvata DM 07.03.2014, pubblicata sul sito ufficiale del Ministero delle politiche agricole alimentari e forestali.[2]

## Indicazione generica

### Valle d'Aosta o Vallée d'Aoste
L'indicazione generica è prevista nell'intera area vitata della regione e prevede la possibilità di indicare il colore del vino:

#### Bianco o Blanc
| Vitigni consentiti:            | Tutti i vitigni a bacca bianca idonei alla coltivazione nella Regione |
| colore                         | giallo paglierino più o meno intenso, anche con riflessi dorati.      |
| odore                          | fresco, piacevole, caratteristico.                                    |
| sapore                         | fresco                                                                |
| titolo alcolometrico minimo    | 9,00% vol.                                                            |
| acidità totale minima          | 4,0 g/l.                                                              |
| estratto secco minimo          | 15 g/l                                                                |
| resa massima di uva per ettaro | 120 q.                                                                |
| resa massima di uva in vino    | 70 %                                                                  |

#### Rosso o Rouge
| Vitigni consentiti             | Tutti i vitigni a bacca rossa idonei alla coltivazione nella Regione |
| colore                         | rosso rubino                                                         |
| odore                          | vinoso, fresco, caratteristico                                       |
| sapore                         | gradevole, talvolta vivace, armonico                                 |
| titolo alcolometrico minimo    | 9,5% vol.                                                            |
| acidità totale minima          | 4,5 g/l.                                                             |
| estratto secco minimo          | 18 g/l                                                               |
| resa massima di uva per ettaro | 120 q.                                                               |
| resa massima di uva in vino    | 70 %                                                                 |

#### Rosato o Rosé
| Vitigni consentiti             | Tutti i vitigni a bacca rossa idonei alla coltivazione nella Regione |
| colore                         | rosato                                                               |
| odore                          | vinoso, fresco, caratteristico                                       |
| sapore                         | gradevole, talvolta vivace, armonico                                 |
| titolo alcolometrico minimo    | 9,5% vol.                                                            |
| acidità totale minima          | 4,5 g/l.                                                             |
| estratto secco minimo          | 16 g/l                                                               |
| resa massima di uva per ettaro | 120 q.                                                               |
| resa massima di uva in vino    | 70 %                                                                 |

## Indicazioni aggiuntive
Alcune tipologie dei vini "Valle d'Aosta" o "Vallée d'Aoste" possono portare altre indicazioni aggiuntive :
- se vinificati con macerazione carbonica di almeno il 30% delle uve: novello o nouveau
- se le uve sono state sottoposte a parziale appassimento naturale sulla vite: vendemmia tardiva o vendange tardive
- se le uve vengono selezionate e sottoposte ad appassimento dopo la raccolta in locali idonei fino a raggiungere un contenuto zuccherino non inferiore al 26%: passito o flétri
- se le uve e i vini possiedono almeno di un grado alcolico superiore a quello previsto per la tipologia: superiore o supérieur
- Indicazioni geografiche o varietali, riservate a vini prodotti nelle zone delimitate.

## Area 1
La zona di produzione comprende parte del territorio dei comuni di Donnas, Hône, Arnad, Issogne, Champdepraz, Montjovet, Châtillon, Pontey, Chambave, Fénis, Saint-Marcel, Brissogne, Pollein, Charvensod, Gressan, Jovençan, Aymavilles, Villeneuve, Introd, Arvier, Avise, Pont Saint-Martin, Perloz, Bard, Verrès, Challand-Saint-Victor, Saint-Vincent, Saint-Denis, Verrayes, Nus, Quart, Saint-Christophe, Aosta, Sarre, Saint-Pierre, Saint-Nicolas, La Salle e Morgex.

### Müller Thurgau
È consentita la menzione Vendemmia tardiva o Vendange tardive con affinamento di 6 mesi.
| uvaggio                        | Müller-Thurgau per almeno l'85%           |
| colore                         | giallo verdolino, con riflessi verdognoli |
| odore                          | intenso, gradevole, aromatico             |
| sapore                         | fruttato, leggermente aromatico, fine     |
| titolo alcolometrico minimo    | 10,00% vol.                               |
| acidità totale minima          | 4 g/l.                                    |
| estratto secco minimo          | 16,0g/l                                   |
| resa massima di uva per ettaro | 110 q.                                    |
| resa massima di uva in vino    | 70 %                                      |

#### Abbinamenti consigliati
Da servire alla temperatura di 8-10 C°, è un ottimo aperitivo, adatto a crostacei, pesce e carni bianche in erbe aromatiche.
La versione vendemmia tardiva produce ottimi risultati con formaggi stagionati e pasticceria secca.

### Gamay
Il periodo di affinamento deve essere di almeno 5 mesi
| uvaggio                        | Gamay per almeno l'85%                              |
| colore                         | rosso rubino vivo                                   |
| odore                          | fruttato, intenso, caratteristico                   |
| sapore                         | fruttato, leggermente tannico, con fondo amarognolo |
| titolo alcolometrico minimo    | 11,00% vol.                                         |
| acidità totale minima          | 4,5 g/l.                                            |
| estratto secco minimo          | 18 g/l                                              |
| resa massima di uva per ettaro | 120 q.                                              |
| resa massima di uva in vino    | 70 %                                                |

#### Abbinamenti consigliati
Vino da tutto pasto, ideale con salumi locali, minestre, zuppe e con la bistecca alla valdostana.

### Pinot nero o Pinot noirvinificato in rosso
Il periodo di affinamento deve essere di almeno 5 mesi

È consentita la menzione Vendemmia tardiva o Vendange tardive con affinamento di 6 mesi.
| uvaggio                        | Pinot nero per almeno l'85%                         |
| colore                         | rosso rubino tendente al granato più o meno intenso |
| odore                          | fruttato, persistente                               |
| sapore                         | vinoso lievemente tannico, con retrogusto analogo   |
| titolo alcolometrico minimo    | 11,50% vol.                                         |
| acidità totale minima          | 4 g/l.                                              |
| estratto secco minimo          | 18 g/l                                              |
| resa massima di uva per ettaro | 100 q.                                              |
| resa massima di uva in vino    | 70 %                                                |

#### Abbinamenti consigliati
Ottimo con la motsetta, con piatti tipici valdostani, con carni rosse e salumi.

### Pinot nero o Pinot noirvinificato in bianco
| uvaggio                        | Pinot nero per almeno l'85%             |
| colore                         | paglierino intenso o leggermente rosato |
| odore                          | fruttato, persistente                   |
| sapore                         | armonico, caratteristico                |
| titolo alcolometrico minimo    | 11,00% vol.                             |
| acidità totale minima          | 4 g/l.                                  |
| estratto secco minimo          | 17 g/l                                  |
| resa massima di uva per ettaro | 100 q.                                  |
| resa massima di uva in vino    | 70 %                                    |

#### Abbinamenti consigliati
Vino da aperitivo, si accompagna con la trota di montagna.

### Pinot grigio o Pinot gris
È consentita la menzione Vendemmia tardiva o Vendange tardive con affinamento di 6 mesi.
| uvaggio                        | Pinot grigio per almeno l'85%                 |
| colore                         | giallo paglierino intenso con riflessi dorati |
| odore                          | profumo caratteristico molto intenso          |
| sapore                         | gradevole, armonico, equilibrato              |
| titolo alcolometrico minimo    | 11% vol.                                      |
| acidità totale minima          | 4,5 g/l.                                      |
| estratto secco minimo          | 17 g/l                                        |
| resa massima di uva per ettaro | 100 q.                                        |
| resa massima di uva in vino    | 70 %                                          |

#### Abbinamenti consigliati
Da servire freddo 8-10 °C, è ottimo come aperitivo; si può abbinare con fonduta o antipasti a base di formaggio o di pesce.

La versione vendemmia tardiva si gusta con formaggi stagionati o pasticceria e frutta secca.

### Pinot bianco o Pinot blanc
È consentita la menzione Vendemmia tardiva o Vendange tardive con affinamento di 6 mesi.
| uvaggio                        | Pinot bianco per almeno l'85% |
| colore                         | giallo paglierino brillante   |
| odore                          | caratteristico, elegante      |
| sapore                         | gradevole, equilibrato        |
| titolo alcolometrico minimo    | 11% vol.                      |
| acidità totale minima          | 4,5 g/l.                      |
| estratto secco minimo          | 17 g/l                        |
| resa massima di uva per ettaro | 100 q.                        |
| resa massima di uva in vino    | 70 %                          |

#### Abbinamenti consigliati
Principalmente servito con gli gnocchi di polenta, il risotto e la Seupa à la vapelenentse

### Chardonnay
È consentita la menzione Vendemmia tardiva o Vendange tardive con affinamento di 6 mesi.
| uvaggio                        | Chardonnay per almeno l'85%       |
| colore                         | giallo paglierino                 |
| odore                          | intenso, fruttato, caratteristico |
| sapore                         | sapido, pieno, caratteristico     |
| titolo alcolometrico minimo    | 11% vol.                          |
| acidità totale minima          | 4 g/l.                            |
| estratto secco minimo          | 17 g/l                            |
| resa massima di uva per ettaro | 110 q.                            |
| resa massima di uva in vino    | 70 %                              |

#### Abbinamenti consigliati
Da servire freddo, a 8-10 C°, è un bianco da tutto pasto che regge anche pietanze impegnative.

Come vendemmia tardiva è vino da meditazione, piacevole con pasticceria, frutta secca e formaggi stagionati ed erborinati.

### Mayolet
Il periodo di affinamento deve essere di almeno 5 mesi
| uvaggio                        | Mayolet per almeno l'85%                  |
| colore                         | rosso rubino tendente al granato          |
| odore                          | fine e delicato, con note di frutti rossi |
| sapore                         | morbido con retrogusto amarognolo         |
| titolo alcolometrico minimo    | 11,5% vol.                                |
| acidità totale minima          | 4,5 g/l.                                  |
| estratto secco minimo          | 18 g/l                                    |
| resa massima di uva per ettaro | 100 q.                                    |
| resa massima di uva in vino    | 70 %                                      |

#### Abbinamenti consigliati
Vino da tutto pasto, eccellente con salumi, zuppe, spuntini e merende.

### Moscato bianco (Muscat petit grain)
È consentita la menzione Vendemmia tardiva o Vendange tardive con affinamento di 6 mesi.
È consentita la menzione Passito o Flétri.
| uvaggio                        | Moscato bianco per almeno l'85%    |
| colore                         | giallo paglierino                  |
| odore                          | intenso, caratteristico di moscato |
| sapore                         | fine, delicato, aromatico          |
| titolo alcolometrico minimo    | 11% vol.                           |
| acidità totale minima          | 4,5 g/l.                           |
| estratto secco minimo          | 17,0 g/l                           |
| resa massima di uva per ettaro | 100 q.                             |
| resa massima di uva in vino    | 70 %                               |

#### Abbinamenti consigliati
La versione passito va servita a 14-15 C°, con pasticceria secca.È indicato per la preparazione dello zabaione.

### Traminer aromatico (Gewürztraminer)
È consentita la menzione Vendemmia tardiva o Vendange tardive con affinamento di 6 mesi.
È consentita la menzione Passito o Flétri.
| uvaggio                        | Traminer per almeno l'85%                                      |
| colore                         | giallo paglierino dorato                                       |
| odore                          | da leggermente a intensamente aromatico con sensazioni di rosa |
| sapore                         | dolce, caldo                                                   |
| titolo alcolometrico minimo    | 11,00% vol.                                                    |
| acidità totale minima          | 4,5 g/l.                                                       |
| estratto secco minimo          | 16,0 g/l                                                       |
| resa massima di uva per ettaro | 100 q.                                                         |
| resa massima di uva in vino    | 70 %                                                           |

#### Abbinamenti consigliati
Accompagna pesce e carni bianche cucinate secondo le ricette speziate della valle.

### Gamaret
Il periodo di affinamento deve essere di almeno 5 mesi
| uvaggio                        | Gamaret per almeno l'85%                                                 |
| colore                         | rosso rubino scuro                                                       |
| odore                          | fruttato e speziato, con note di mirtillo e pepe nero                    |
| sapore                         | mediamente consistente e di medio corpo, con tannini soffici ed eleganti |
| titolo alcolometrico minimo    | 11,00% vol.                                                              |
| acidità totale minima          | 4,5 g/l.                                                                 |
| estratto secco minimo          | 18,0 g/l                                                                 |
| resa massima di uva per ettaro | 100 q.                                                                   |
| resa massima di uva in vino    | 70 %                                                                     |

### Vuillermin
Il periodo di affinamento deve essere di almeno 5 mesi
| uvaggio                        | Vuillermin per almeno l'85%                                                                                       |
| colore                         | colore rosso violaceo carico                                                                                      |
| odore                          | bouquet complesso in cui spiccano sentori di china, bergamotto e frutta matura, arricchiti con note di tostatura. |
| sapore                         | gusto pieno, buona tannicità ed ottima struttura                                                                  |
| titolo alcolometrico minimo    | 11,00% vol. |
| acidità totale minima          | 4,5 g/l. |
| estratto secco minimo          | 18,0 g/l |
| resa massima di uva per ettaro | 100 q. |
| resa massima di uva in vino    | 70 % |

#### Abbinamenti consigliati
Si abbina con lepre in civet e toma al ginepro.

## Area 2a
La zona di produzione comprende parte del territorio dei comuni di Donnas, Hône, Arnad, Issogne, Champdepraz, Montjovet, Châtillon, Pontey, Chambave, Fénis, Saint-Marcel, Brissogne, Pollein, Charvensod, Gressan, Jovençan, Aymavilles, Villeneuve, Introd, Arvier, Avise, Pont Saint-Martin, Perloz, Bard, Verrès, Challand-Saint-Victor, Saint-Vincent, Saint-Denis, Verrayes, Nus, Quart, Saint-Christophe, Aosta, Sarre, Saint-Pierre, Saint-Nicolas.

### Petite Arvine
È consentita la menzione Vendemmia tardiva o Vendange tardive con affinamento di 6 mesi.
| uvaggio                        | Petite Arvine per almeno l'85%                                   |
| colore                         | giallo paglierino intenso, tendente al verdognolo                |
| odore                          | intenso e complesso, floreale, con note di violetta e di glicine |
| sapore                         | fresco, di corpo, armonico, vivo, sapido, caratteristico         |
| titolo alcolometrico minimo    | 11% vol.                                                         |
| acidità totale minima          | 4,5 g/l.                                                         |
| estratto secco minimo          | 17 g/l                                                           |
| resa massima di uva per ettaro | 120 q.                                                           |
| resa massima di uva in vino    | 70 %                                                             |

#### Abbinamenti consigliati
Va servito freddo, tra gli 8 e i 10 C°. Si accompagna con antipasti, leggeri spuntini, carni bianche e piatti di pesce.

Come vendemmia tardiva è abbinato a formaggi stagionati od erborinati con pane nero e miele.

### Merlot
Il periodo di affinamento deve essere di almeno 5 mesi
| uvaggio                        | Merlot per almeno l'85%                      |
| colore                         | rosso rubino intenso                         |
| odore                          | intenso, caratteristico, leggermente erbaceo |
| sapore                         | austero, corposo                             |
| titolo alcolometrico minimo    | 11,50% vol.                                  |
| acidità totale minima          | 4,5 g/l.                                     |
| estratto secco minimo          | 18,0 g/l                                     |
| resa massima di uva per ettaro | 100 q.                                       |
| resa massima di uva in vino    | 70 %                                         |

#### Abbinamenti consigliati
Adatto per tutto pasto, specialmente con insaccati, carni e formaggi locali.

### Fumin
Il periodo di affinamento deve essere di almeno 5 mesi
| uvaggio                        | Fumin per almeno l'85%                     |
| colore                         | rosso rubino intenso con riflessi violacei |
| odore                          | caratteristico di spezie                   |
| sapore                         | austero con fondo amarognolo               |
| titolo alcolometrico minimo    | 11% vol.                                   |
| acidità totale minima          | 4,5 g/l.                                   |
| estratto secco minimo          | 18 g/l                                     |
| resa massima di uva per ettaro | 100 q.                                     |
| resa massima di uva in vino    | 70 %                                       |

#### Abbinamenti consigliati
Carni rosse, civet e selvaggina, formaggi di lunga stagionatura. Adatto anche per accompagnare la cotoletta alla valdostana. È consigliato stappare la bottiglia alcune ore prima e decantare.

### Syrah
Il periodo di affinamento deve essere di almeno 5 mesi
| uvaggio                        | Syrah per almeno l'85%            |
| colore                         | rosso rubino intenso              |
| odore                          | caratteristico di spezie          |
| sapore                         | armonico, con sensazioni speziate |
| titolo alcolometrico minimo    | 11,5% vol.                        |
| acidità totale minima          | 4,5 g/l.                          |
| estratto secco minimo          | 18 g/l                            |
| resa massima di uva per ettaro | 100 q.                            |
| resa massima di uva in vino    | 70 %                              |

#### Abbinamenti consigliati
Carni rosse e formaggi molto stagionati.

### Cornalin
Il periodo di affinamento deve essere di almeno 5 mesi
| uvaggio                        | Cornalin per almeno l'85%                  |
| colore                         | rosso rubino                               |
| odore                          | intenso, caratteristico                    |
| sapore                         | armonico, leggermente tannico e mandorlato |
| titolo alcolometrico minimo    | 11,5% vol.                                 |
| acidità totale minima          | 4,5 g/l.                                   |
| estratto secco minimo          | 18 g/l                                     |
| resa massima di uva per ettaro | 100 q.                                     |
| resa massima di uva in vino    | 70 %                                       |

#### Abbinamenti consigliati
Vino da tutto pasto, ideale con gli arrosti, i salumi e i formaggi valdostani.

## Area 2b
La zona di produzione comprende parte del territorio dei comuni di Donnas, Montjovet, Perloz, Bard, 
Verrès, Challand-Saint-Victor, Montjovet.

### Nebbiolo
Il periodo di affinamento deve essere di almeno 5 mesi
| uvaggio                        | Nebbiolo per almeno l'85%                                 |
| colore                         | rosso rubino con riflessi granati                         |
| odore                          | fine, caratteristico                                      |
| sapore                         | leggermente mandorlato, di buon corpo, con finale tannico |
| titolo alcolometrico minimo    | 11,00% vol.                                               |
| acidità totale minima          | 4,5 g/l.                                                  |
| estratto secco minimo          | 18,0 g/l                                                  |
| resa massima di uva per ettaro | 100 q.                                                    |
| resa massima di uva in vino    | 70 %                                                      |

#### Abbinamenti consigliati
Corposo rosso da tutto pasto che ben si adatta a insaccati, carni e formaggi locali.

## Area 2c
La zona di produzione comprende parte del territorio dei comuni di Châtillon, Pontey, Chambave, Fénis, Saint-Marcel, Brissogne, Pollein, Charvensod, Gressan, Jovençan, Aymavilles, Villeneuve, Introd, Arvier, Avise, Saint-Vincent, Saint-Denis, Verrayes, Nus, Quart, Saint-Christophe, Aosta, Sarre, Saint-Pierre, Villeneuve

### Petit Rouge
Il periodo di affinamento deve essere di almeno 5 mesi

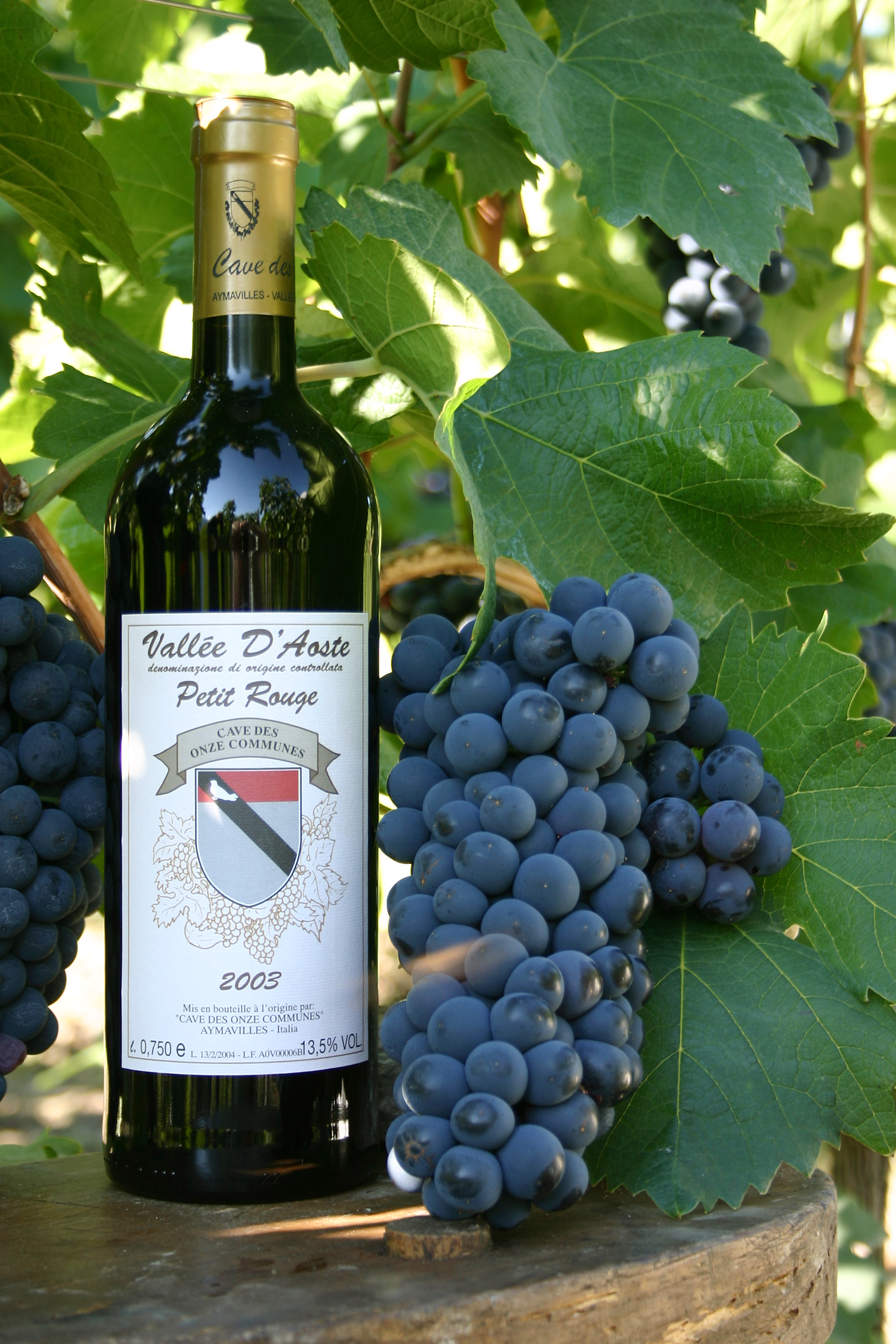
Grappoli e bottiglie di Petit Rouge

| uvaggio                        | Petit Rouge per almeno l'85%      |
| colore                         | rosso rubino                      |
| odore                          | di rosa selvatica, caratteristico |
| sapore                         | vellutato, mediamente corposo     |
| titolo alcolometrico minimo    | 11,00% vol.                       |
| acidità totale minima          | 4,5 g/l.                          |
| estratto secco minimo          | 18,0 g/l                          |
| resa massima di uva per ettaro | 100 q.                            |
| resa massima di uva in vino    | 70 %                              |

#### Abbinamenti consigliati
Usato a tutto pasto, valorizza tutte le pietanze locali di carne e formaggi.

### Prëmetta
| uvaggio                        | Prié rouge per almeno l'85%                                     |
| colore                         | rosa cerasuolo con sfumature aranciate                          |
| odore                          | avvolgente, delicato, con note floreali e fruttate              |
| sapore                         | fresco, di corpo, marcatamente tannico e di discreta alcolicità |
| titolo alcolometrico minimo    | 10,5,00% vol.                                                   |
| acidità totale minima          | 4,5 g/l.                                                        |
| estratto secco minimo          | 17,0 g/l                                                        |
| resa massima di uva per ettaro | 100 q.                                                          |
| resa massima di uva in vino    | 70 %                                                            |

#### Abbinamenti consigliati
Seupa Vapelenentse, Seupetta di Cogne e altre zuppe.
Consigliato un breve affinamento per arrotondare i tannini.

## Area 3
La zona di produzione comprende i territori nei comuni di Donnas, Pont-Saint-Martin, Perloz e Bard.

### Donnas
Il periodo di affinamento deve essere di almeno 24 mesi di cui almeno 10 in botti di legno.

È consentita la menzione Superiore o Supérieur con un titolo alcolometrico minimo di 12,5% vol. e un periodo di affinamento di almeno 30 mesi di cui almeno 12 in botti di legno.

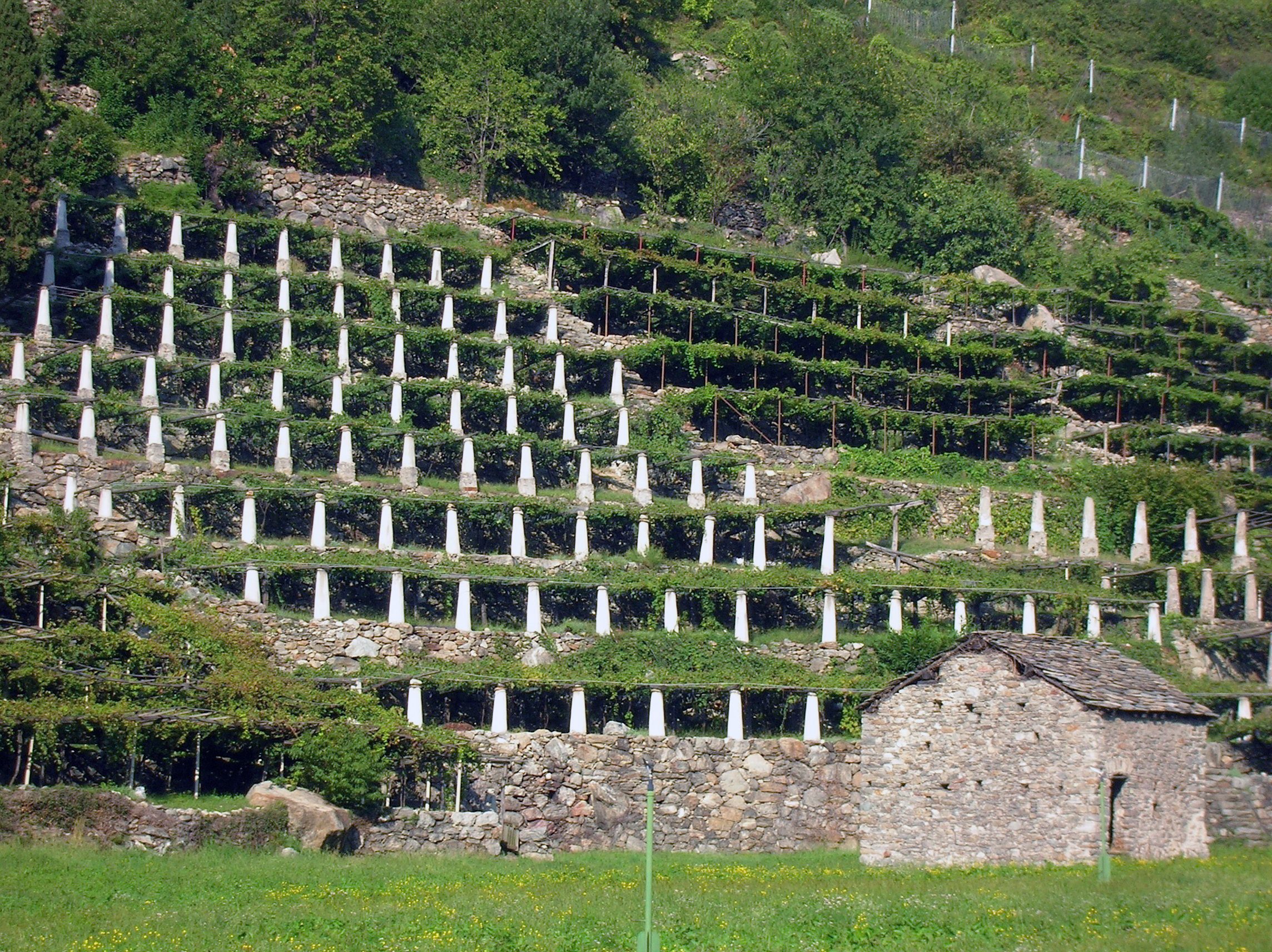
L'adret di Donnas

| uvaggio                        | Nebbiolo per almeno l'85%                              |
| colore                         | rosso rubino con riflessi granati                      |
| odore                          | fine, caratteristico, speziato                         |
| sapore                         | vellutato, armonico con fondo gradevolmente amarognolo |
| titolo alcolometrico minimo    | 11,5% vol.                                             |
| acidità totale minima          | 5 g/l.                                                 |
| estratto secco minimo          | 23 g/l                                                 |
| resa massima di uva per ettaro | 75 q.                                                  |
| resa massima di uva in vino    | 70 %                                                   |

#### Abbinamenti consigliati
Camoscio e selvaggina da pelo; formaggi di lunga stagionatura.
Stappare la bottiglia e decantare per alcune ore.

## Area 4
La zona di produzione comprende parte del territorio dei comuni di Hône, Arnad, Issogne, Champdepraz, Verrès, Challand-Saint-Victor, e Montjovet.

### Arnad-Montjovet
Il periodo di affinamento deve essere di almeno 5 mesi

È consentita la menzione Superiore o Supérieur con 12 mesi di affinamento e un titolo alcolometrico minimo di 12% vol.
| uvaggio                        | Nebbiolo per almeno il 70%                      |
| colore                         | rosso rubino brillante con riflessi granata     |
| odore                          | fine, caratteristico, lievemente mandorlato     |
| sapore                         | armonico, con fondo amarognolo, secco e morbido |
| titolo alcolometrico minimo    | 11,00% vol.                                     |
| acidità totale minima          | 4,5 g/l.                                        |
| estratto secco minimo          | 18,0 g/l                                        |
| resa massima di uva per ettaro | 80 q.                                           |
| resa massima di uva in vino    | 70 %                                            |

#### Abbinamenti consigliati
Carni, soprattutto capretto e maiale, e tome ben stagionate. Stappare e scaraffare.

## Area 5
La zona di produzione comprende parte del territorio dei comuni di Châtillon, Pontey, Chambave, Montjovet, Saint-Vincent, Saint-Denis, Verrayes.

### Chambave
Il periodo di affinamento deve essere di almeno 5 mesi

È consentita la menzione Superiore o Supérieur con 8 mesi di affinamento e un titolo alcolometrico minimo di 12% vol.

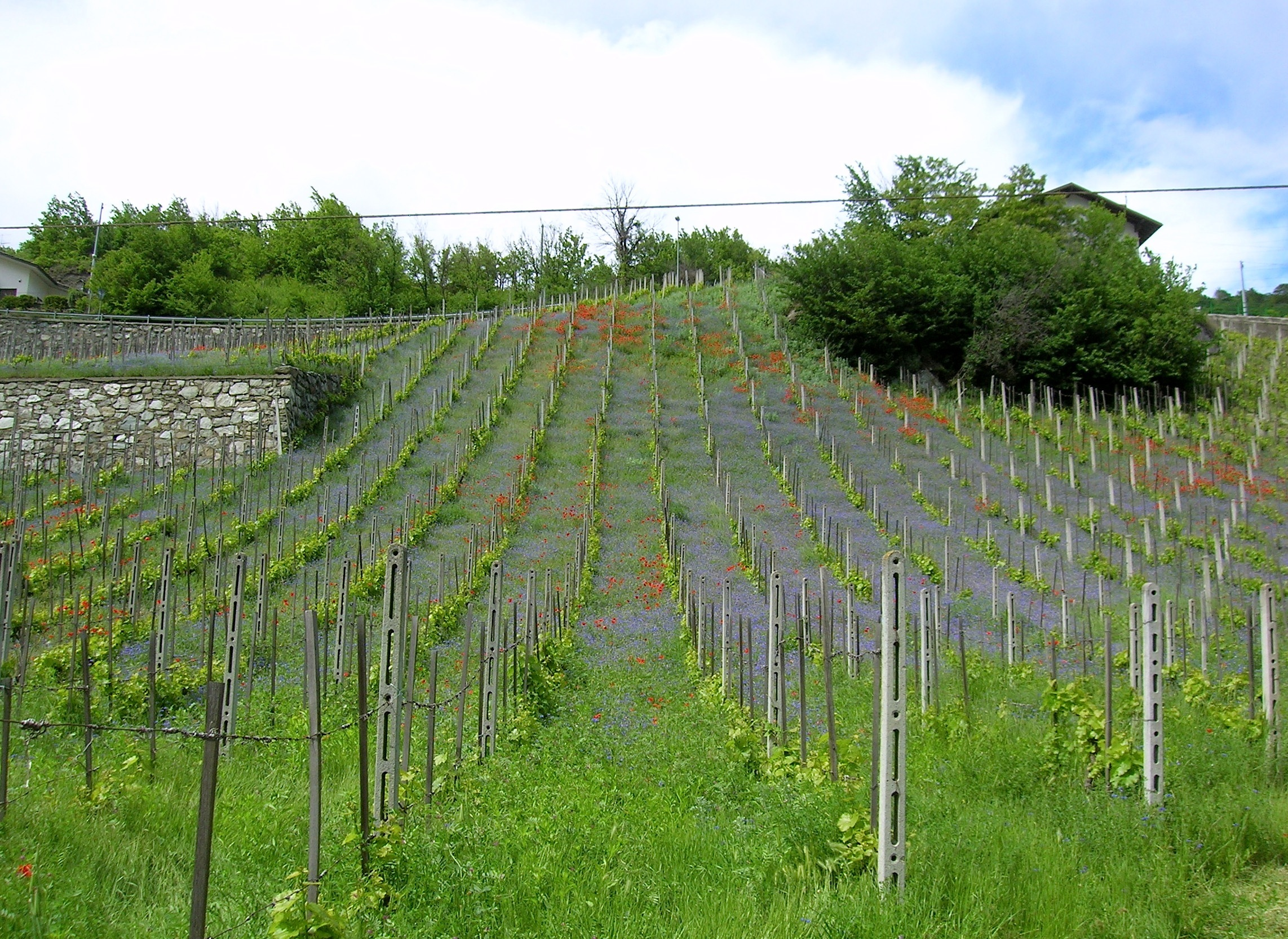
Nuovo impianto a Chambave

| uvaggio                        | Petit Rouge per almeno il 70%                                  |
| colore                         | rosso rubino                                                   |
| odore                          | caratteristico, con l'affinamento tendente al profumo di viola |
| sapore                         | sapido, armonic0                                               |
| titolo alcolometrico minimo    | 11,00% vol.                                                    |
| acidità totale minima          | 4,5 g/l.                                                       |
| estratto secco minimo          | 20,0 g/l                                                       |
| resa massima di uva per ettaro | 100 q.                                                         |
| resa massima di uva in vino    | 70 %                                                           |

#### Abbinamenti consigliati
Vino da tutto pasto, si abbina con salumi locali, zuppe, carni in umido, specialmente con la carbonade.

### Chambave Moscato (Chambave Muscat)
È consentita la menzione Passito o Flétri.
| uvaggio                        | Moscato bianco per il 100%         |
| colore                         | giallo paglierino                  |
| odore                          | intenso, caratteristico di moscato |
| sapore                         | secco, fine, delicato, aromatico   |
| titolo alcolometrico minimo    | 11,00% vol.                        |
| acidità totale minima          | 4,5 g/l.                           |
| estratto secco minimo          | 17,0 g/l                           |
| resa massima di uva per ettaro | 100 q.                             |
| resa massima di uva in vino    | 70 %                               |

#### Abbinamenti consigliati
Bevuto solitamente come aperitivo, si lega bene anche con i crostacei e i formaggi locali di media stagionatura. Ideale per la preparazione dello zabaione.

Nella versione flétri è un vino da meditazione, dal profumo intenso con sfumature di miele e confettura; sviluppa ottime armonie con le tegole dolci e la pasticceria secca.

## Area 6
La zona di produzione comprende parte del territorio dei i comuni di Fénis, Nus, Quart, Saint-Christophe e Aosta.

### Nus
Il periodo di affinamento deve essere di almeno 5 mesi

È consentita la menzione Superiore o Supérieur con 8 mesi di affinamento e un titolo alcolometrico minimo di 12% vol.
| uvaggio                        | Vien de Nus per almeno il 40% e Petit Rouge per almeno il 30% |
| colore                         | rosso intenso con riflessi granata                            |
| odore                          | vinoso, intenso, persistente                                  |
| sapore                         | vellutato, leggermente erbaceo                                |
| titolo alcolometrico minimo    | 11,00% vol.                                                   |
| acidità totale minima          | 4,5 g/l.                                                      |
| estratto secco minimo          | 18,0 g/l                                                      |
| resa massima di uva per ettaro | 100 q.                                                        |
| resa massima di uva in vino    | 70 %                                                          |

#### Abbinamenti consigliati
Servito a tutto pasto, ottimo con le carni, con motsetta, salumi locali, fontina e pane nero.

##### Vinificazione in purezza
Dalle uve Vien de Nus vinificate in purezza si ottiene un vino da bere giovane.
| colore | rosso violaceo carico con riflessi granata |
| odore  | vinoso, intenso, persistente               |
| sapore | leggero di corpo, morbido e vellutato      |

### Nus Malvoisie
È consentita la menzione Passito o Flétri.
| uvaggio                        | Pinot grigio per il 100%           |
| colore                         | giallo dorato con riflessi ambrati |
| odore                          | caratteristico, molto intenso      |
| sapore                         | gradevole, armonico, equilibrato   |
| titolo alcolometrico minimo    | 11,50% vol.                        |
| acidità totale minima          | 4 g/l.                             |
| estratto secco minimo          | 17,0 g/l                           |
| resa massima di uva per ettaro | 80 q.                              |
| resa massima di uva in vino    | 70 %                               |

#### Abbinamenti consigliati
Antipasti, primi, carni bianche. Nella versione flétri ha grande carattere; grazie alla fermentazione lenta e alla maturazione in piccole botti di legno è l'ideale con la pasticceria secca.

## Area 7
La zona di produzione comprende parte del territorio dei comuni di Charvensod, Gressan, Jovençan, Aymavilles, Introd, Quart, Saint-Christophe, Aosta, Sarre, Saint-Pierre e Villeneuve.

### Torrette
Il periodo di affinamento deve essere di almeno 5 mesi

È consentita la menzione Superiore o Supérieur con 8 mesi di affinamento e un titolo alcolometrico minimo di 12% vol.

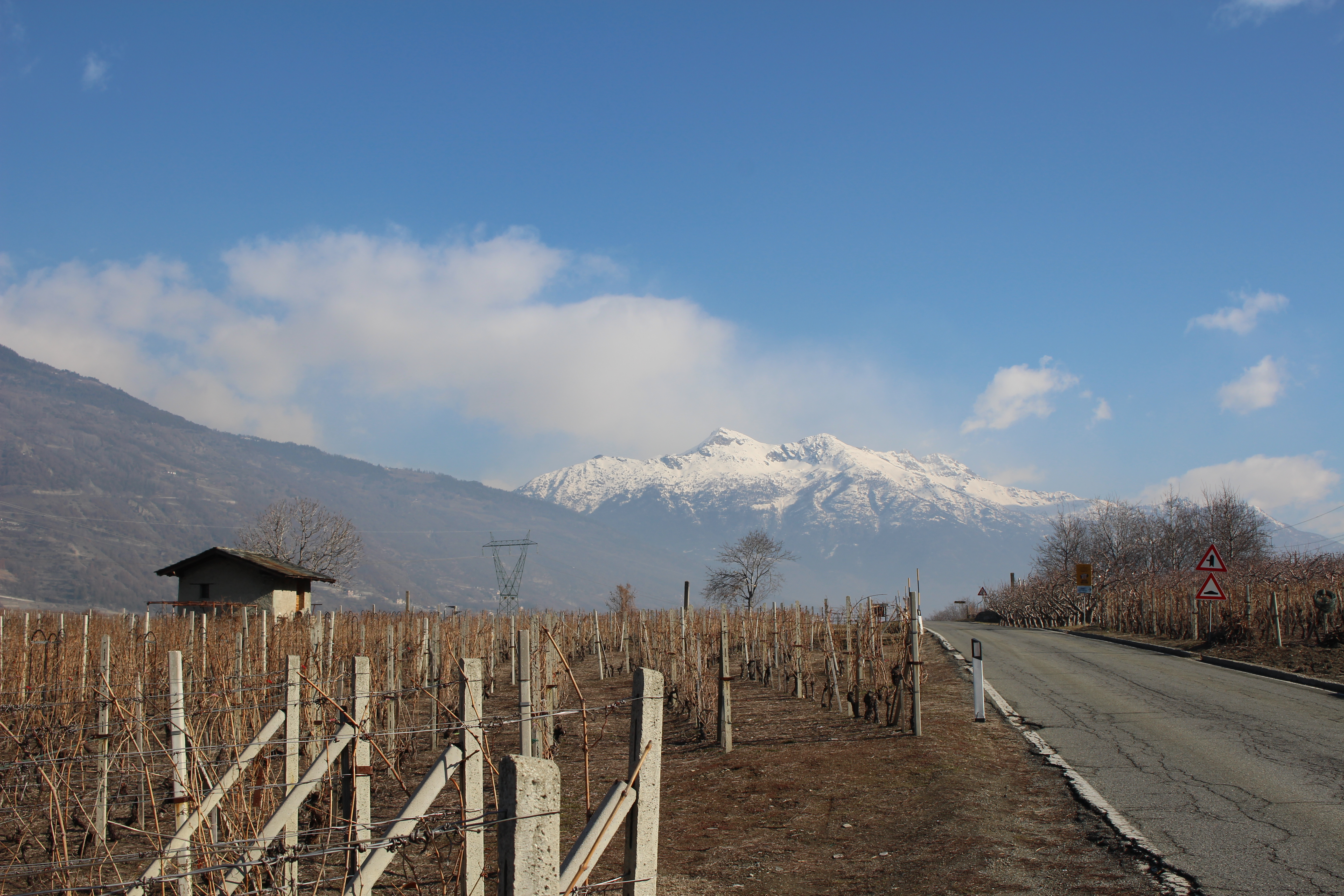
Vigneti sulla Route des Vins per la produzione del Valle d'Aosta Torrette DOC. Località Les Crêtes, Aymavilles

| uvaggio                        | Petit Rouge per almeno il 70%                                       |
| colore                         | rosso rubino                                                        |
| odore                          | profumo di rosa selvatica, con l’affinamento tendente a mandorlarsi |
| sapore                         | vellutato, di giusto corpo, con fondo amarognolo                    |
| titolo alcolometrico minimo    | 11,00% vol.                                                         |
| acidità totale minima          | 4,5 g/l.                                                            |
| estratto secco minimo          | 18,0 g/l                                                            |
| resa massima di uva per ettaro | 100 q.                                                              |
| resa massima di uva in vino    | 70 %                                                                |

#### Abbinamenti consigliati
Da tutto pasto, ideale con arrosti, selvaggina, salumi locali e formaggi invecchiati. Adatto anche per accompagnare la cotoletta alla valdostana.

## Area 8

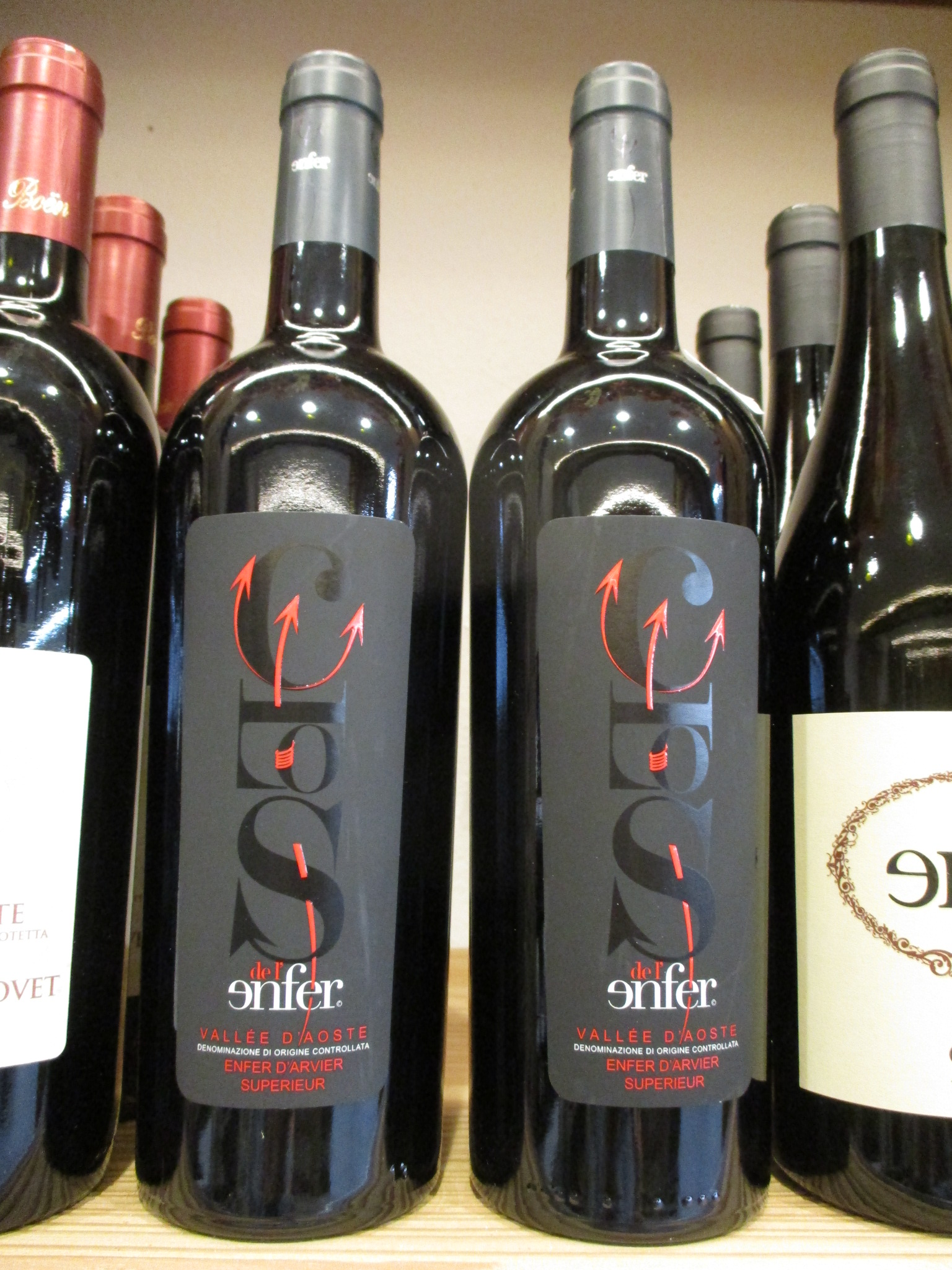
Bottiglie di Enfer d'Arvier

La zona di produzione comprende parte del territorio del comune di Arvier

### Enfer d'Arvier
Il periodo di affinamento deve essere di almeno 5 mesi

È consentita la menzione Superiore o Supérieur con 8 mesi di affinamento e un titolo alcolometrico minimo di 12,5% vol.
| uvaggio                        | Petit Rouge per almeno l'85%                         |
| colore                         | rosso granata piuttosto intenso                      |
| odore                          | delicato con bouquet caratteristico                  |
| sapore                         | vellutato, di giusto corpo, gradevolmente amarognolo |
| titolo alcolometrico minimo    | 11,50% vol.                                          |
| acidità totale minima          | 4,5 g/l.                                             |
| estratto secco minimo          | 18,0 g/l                                             |
| resa massima di uva per ettaro | 90 q.                                                |
| resa massima di uva in vino    | 70 %                                                 |

#### Abbinamenti consigliati
L'Enfer d'Arvier si abbina gradevolmente a carni rosse, arrosti, selvaggina, bolliti misti; interessante consumarlo con agnolotti, fonduta, soupe paysanne e formaggi locali.

## Area 9
La zona di produzione comprende parte del territorio dei comuni di Morgex e La Salle.
I vigneti dell'area sono considerati i più alti d'Europa, tra 900 e 1300 m di altitudine Poiché le condizioni di temperatura e secchezza dell'aria impediscono la proliferazione di malattie crittogamiche, non necessita di importanti trattamenti; neppure la filossera è in grado di resistere all'altitudine: per tale ragione le viti sono "a piede franco", cioè non innestate su portainnesto resistente, caso rarissimo in Europa.

### Blanc de Morgex et de La Salle

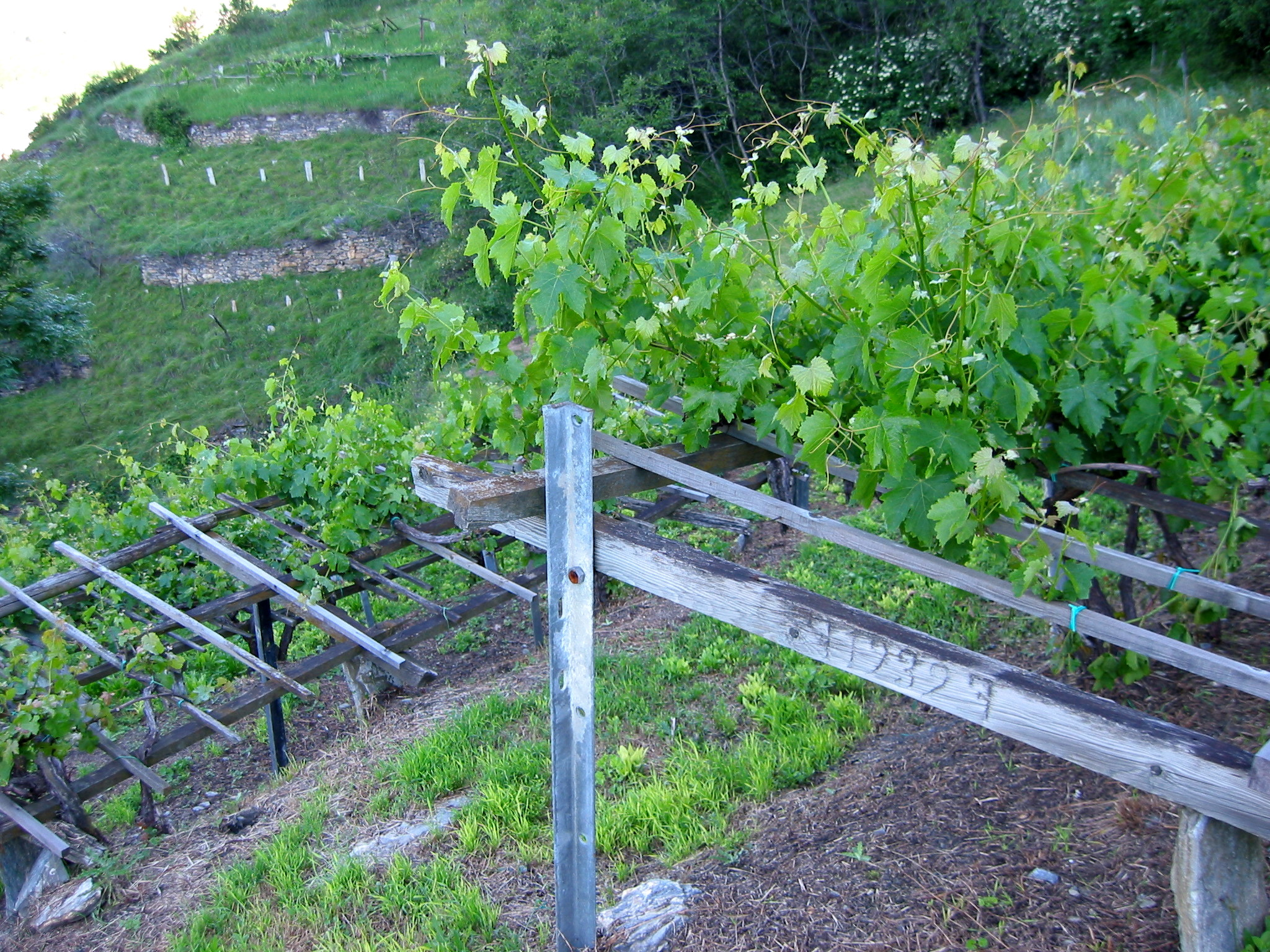
Vigneti di Prié blanc a Morgex

È consentita la menzione Vendemmia tardiva o Vendange tardive con affinamento di 6 mesi.

È consentita la menzione Spumante o Mousseaux producendolo con il metodo classico nei tipi "extra brut", "brut", "sec" , "demi-sec" e "pas dosé" con l’indicazione del tenore zuccherino e il millesimo.

Può venire prodotto come vino di ghiaccio
| uvaggio                        | Prié blanc al 100%                                      |
| colore                         | giallo paglierino tendente al verdognolo                |
| odore                          | delicato con sottofondo di erbe di montagna             |
| sapore                         | acidulo, talvolta leggermente frizzante, molto delicato |
| titolo alcolometrico minimo    | 9,00% vol.                                              |
| acidità totale minima          | 4,5 g/l.                                                |
| estratto secco minimo          | 15,0 g/l                                                |
| resa massima di uva per ettaro | 90 q.                                                   |
| resa massima di uva in vino    | 70 %                                                    |

#### Abbinamenti consigliati
- Vino fermo: va servito molto fresco, ad una temperatura di 8-10 C°. Adatto come aperitivo, eccellente con antipasti delicati e con la trota di montagna. Recentemente viene gustato con la pizza.
- Spumante: Va servito a 6-8 C°. In tutte le versioni è adatto ad antipasti e piatti delicati. Da provare con ravioli ripieni alla trota conditi con crema di zucchine.
- Vendemmia tardiva: vino da meditazione, va servito a temperatura ambiente; di lungo invecchiamento, è un classico vino di ghiaccio, eccezionale con formaggi erborinati come il Bleu d'Aoste. Viene anche proposto con il cioccolato salato.[3]

## Produttori

### Route des Vins - Vallée d'Aoste
Route des Vins è un marchio nato nel 1988 per volontà della Regione Valle d'Aosta in collaborazione con le cantine cooperative del territorio valdostano; dal 2007 si costituisce l'omonima associazione, che riunisce quasi tutte le aziende vitivinicole valdostane, albergatori e ristoranti allo scopo di promuovere e il patrimonio di vini e prodotti tipici della Valle d'Aosta attraverso una "Strada dei vini". I soci si impegnano a rispettare uno specifico disciplinare di produzione.

### Cantine cooperative
Le Cantine sociali valdostane sono sei, distribuite lungo tutta la valle:

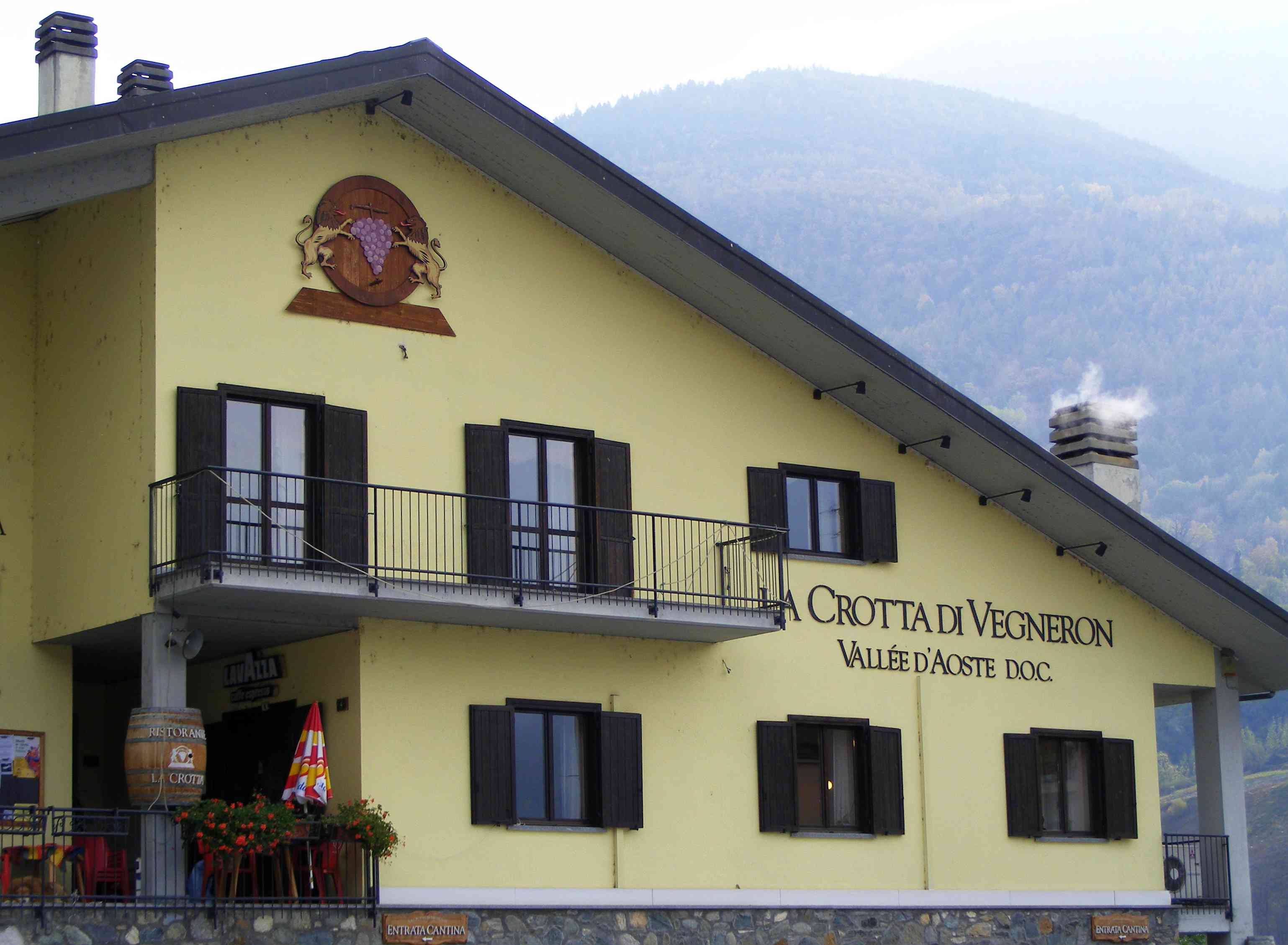
La Crotta di Vegneron

- Caves Coopératives de Donnas, nata nel 1971
- La Kiuva, Arnad, nata nel 1975
- La Crotta di Vegneron, Chambave, sorta nel 1980
- Cave des onze communes, Aymavilles, costituita nel 1990
- Cave Coopérative de l'Enfer, Arvier, nata nel 1978
- Cave du Vin Blanc de Morgex et de La Salle, Morgex, costituita nel 1983

### Istituti
Institut Agricole Régional, Aosta

### Altri vini
Alcuni produttori vinificano uve rare o particolari, che non rientrano nella denominazione di origine controllata, come il Grenache e il Riesling.